# Rodéo urbain
Le rodéo urbain, aussi appelé rodéo motorisé, ou encore bike life ou cross bitume, est une activité consistant à utiliser des deux-roues motorisés de type cross, des quads ou des scooters pour réaliser des levées de roue plein gaz associées à plusieurs figures. Né dans les quartiers populaires des grandes villes, notamment les quartiers noirs de Baltimore, le rodéo urbain se répand en France dans les années 2010. 
En France, sa pratique dans l'espace urbain par des jeunes de milieu populaire fait l'objet de critiques pour nuisances sonores et atteintes au confort ainsi qu'à la sécurité des riverains. Depuis l'entrée en vigueur de la loi « renforçant la lutte contre les rodéos motorisés » le 3 août 2018, il est considéré comme un comportement illégal sur la voie publique, et passible d'un an d'emprisonnement et 15 000 euros d'amende,.

## Législation

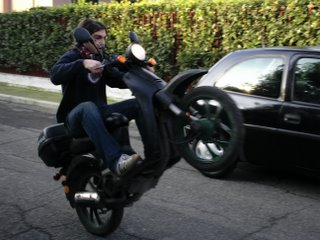
« Roue arrière » à scooter sur la voie publique

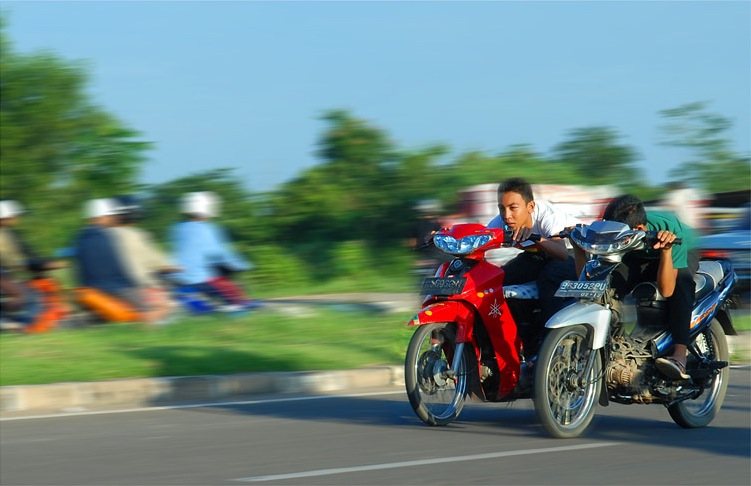
Deux adolescents sans casque

En France, la loi applicable aux rodéos urbains motorisés est la loi no 2018-701 du 3 août 2018 renforçant la lutte contre les rodéos motorisés.
Cette loi vise notamment les comportements compromettant délibérément la sécurité ou la tranquillité des usagers de la route.

« I.- Le fait d'adopter, au moyen d'un véhicule terrestre à moteur, une conduite répétant de façon intentionnelle des manœuvres constituant des violations d'obligations particulières de sécurité ou de prudence prévues par les dispositions législatives et réglementaires du présent code dans des conditions qui compromettent la sécurité des usagers de la route ou qui troublent la tranquillité publique est puni d'un an d'emprisonnement et de 15 000 € d'amende. 
« II.-Les peines sont portées à deux ans d'emprisonnement et à 30 000 € d'amende lorsque les faits sont commis en réunion. 
« III.-Les peines sont portées à trois ans d'emprisonnement et 45 000 €  d'amende (dans certaines circonstances) »

— loi n° 2018-701 du 3 août 2018 renforçant la lutte contre les rodéos motorisés (1)

« Est puni de deux ans d'emprisonnement et de 30 000 € d'amende le fait :
 « 1° D'inciter directement autrui à commettre les faits mentionnés à l'article L. 236-1 ;
 « 2° D'organiser un rassemblement destiné à permettre la commission des faits mentionnés au II du même article L. 236-1 ;
 « 3° De faire, par tout moyen, la promotion des faits mentionnés audit article L. 236-1 ou du rassemblement mentionné au 2° du présent article. »

— loi n° 2018-701 du 3 août 2018 renforçant la lutte contre les rodéos motorisés (1)
En Belgique, il n'existe aucune loi. A Bruxelles, un règlement communal a été introduit en mai 2020 pour interdire la pratique rodéo urbain avec 55 véhicules saisis entre mai et septembre 2020.

## Jurisprudence pour inaction de l'État
À Marseille, des rodéos motorisés pratiqués par des jeunes âgés de 16 à 25 ans, ont créé des nuisances sonores à partir de 2012.
Les riverains, après avoir saisi différentes instances tels que le Défenseur des droits, le Ministère de l’Intérieur ou encore le Préfet de police, ont eu recours à l'institution judiciaire qui leur a donné raison:
l’État a été condamné à verser 10 000 euros de dommages et intérêts pour inaction.

## Alternative à la répression
En 2021, face à la recrudescence des rodéos urbains en plein centre-ville à Lyon et dans l’agglomération, la mairie de Vaulx-en-Velin propose des stages de motocross sur circuit aux jeunes comme méthode préventive. Une soixantaine de jeunes âgés de 14 à 18 ans pourront profiter de ces ateliers, s’essayer au motocross et bénéficier des conseils d’un formateur diplômé.

## Outil de Mesure
En Isère, le rodéo urbain et son comptage sont envisagés comme un indicateur de mesure du risque pris par les jeunes et du progrès en matière de civisme[réf. non conforme].

## Statistiques

### France
Pendant le confinement du printemps 2020, le nombre de rodéos urbains en France s'est aggravé : entre août 2018 et juin 2020, 45 832 interventions pour rodéos motorisés et 4 614 infractions ont été relevées.
En 2020, 23 881 interventions ont dû être réalisées contre les rodéos urbains.
En 2021, 26 912 interventions ont dû être réalisées contre les rodéos urbains.

### Belgique
En Belgique 162 rodéos-urbains ont été verbalisés en 2019.

## Dans la culture populaire
Le long-métrage Rodéo réalisé par Lola Quivoron est présenté dans la section Un Certain Regard au Festival de Cannes 2022. Le film se déroule dans l'univers du « cross-bitume ». Les propos tenus par la réalisatrice au mois de mai 2022 pour Konbini font polémique notamment en affirmant que les accidents autour de cette pratique sont « causés par les flics qui prennent en chasse et qui poussent les riders vers la mort »,.